# Philodendron jodavisianum
Philodendron jodavisianum är en kallaväxtart som beskrevs av George Sydney Bunting. Philodendron jodavisianum ingår i släktet Philodendron och familjen kallaväxter. Inga underarter finns listade.